# Ковалевский, Григорий Александрович
Григорий Александрович Ковалевский (1842—1882) — генерал-майор Свиты, 12-й командир лейб-гвардии Драгунского полка.
Один из тех немногих командиров, кто прошёл все ступени полковой лестницы от прапорщика до командира полка в одном полку, а после смерти удостоился чести быть похороненным за алтарём полковой церкви в Кречевицах.

## Биография
Родился 17 (29) ноября 1842 года в Курской губернии. Из дворян Черниговской губернии. Был потомком Черниговской ветви Ковалевских и представителем IX поколения этого рода.
Воспитывался в Михайловском Воронежском и 2-м кадетском корпусе и Михайловской артиллерийской академии. Офицер с 16 июня 1860 года в лейб-гвардии Драгунском полку. Командир полка с 22 января 1878 года.
Генерал-майор с 6 июня 1878 года, 15 июля того же года зачислен в Свиту Е.И.В.
Скончался 23 ноября (5 декабря) 1882 года в Санкт-Петербургском клиническом госпитале после тяжёлой болезни в возрасте сорока лет.

## Награды
- Орден Св. Станислава 2-й ст. (1870, императорская корона к ордену в 1872)
- Орден Св. Анны 2-й ст. (1874)
- Орден Св. Владимира 4-й ст. с мечами и бантом (1878)
- Орден Св. Владимира 3-й ст. с мечами (1878)
- Золотая сабля с надписью «За храбрость» (2 декабря 1878)[2]
- Орден Св. Станислава 1-й ст. (1882)
- Кавалер ордена Данеброг (1870)
- Командор Большого креста мекленбург-шверинского ордена Вендской короны (1879)
- Румынский крест «За переход через Дунай» (1879)